# Christian Heinrich Wolfsteller
Christian Heinrich (Hinrich) Wolfsteller (* 1830 in Hamburg; † 1897 in Altona) war ein Hamburger Orgelbaumeister.

## Leben
Er war der Sohn des aus Wittenberg stammenden Johann Gottlieb Wolfsteller (1794–1867), ab 1819 Orgelbauer in Hamburg, und Enkel des Hamburger Orgelbauers Johann Paul Geycke. Christian Hinrich Wolfsteller arbeitete ab 1859 im väterlichen Betrieb als Orgelbauer. Nach dem Tod des Vaters übernahm er die „Hamburger Orgelbauanstalt“ im Brook Nr. 67.
Nach Wolfstellers Tod übernahm im Jahr 1899 der aus Schweidnitz (Niederschlesien) stammende Paul Rother (1871–1960) die Orgelbaufirma Wolfsteller und führte sie bis 1950.

## Werke (Auswahl)
| Jahr      | Ort                 | Gebäude                                   | Bild | Manuale | Register | Bemerkungen |
| --------- | ------------------- | ----------------------------------------- | ---- | ------- | -------- | --- |
| 1854      | Pokrent             | Dorfkirche Pokrent                        |      | I/p     | 7        | Gestiftet von der Familie von Behr auf Renzow, 1869 nach Pokrent überführt; 1991 von Orgelwerkstatt Wegscheider (Dresden) restauriert                                                                                             |
| 1869      | Hamburg             | Sankt Katharinen                          |      | IV/P    | 58       | Umbau |
| 1870      | Billwerder          | St. Nikolai (Hamburg-Billwerder)          |      |         |          | Umbau und Renovierung |
| 1870–1872 | Eppendorf           | St. Johannis-Kirche                       |      |         |          | Neubau |
| Vor 1885  | Rothenburgsort      | St. Thomas-Kirche                         |      |         |          | Neubau |
| 1885      | Ochsenwerder        | St. Pankratius                            |      | II/P    | 30       | Modernisierung |
| 1886      | Hamburg-Allermöhe   | Dreieinigkeitskirche                      |      |         |          | Umbau der Orgel von Gottfried Fritzsche (1637); 1900 verbrannt |
| 1888      | Hamburg-Altstadt    | Gelehrtenschule des Johanneums, Speersort |      |         |          | Neubau |
| 1894      | Hamburg-Altona-Nord | Helenenkapelle des Helenenstift           |      | II/P    | 16       | Später Christophoruskirche, heute "Kirche der Stille". Wohl der letzte Neubau aus Wolfstellers Hamburger Orgelbauanstalt; nur Prospekt erhalten, nach mehreren Umbauten wurde im Jahr 2000 der Originalzustand wiederhergestellt. |